# Dragobete
Dragobetele reprezintă o sărbătoare celebrată de români pe 24 februarie.

## Origini

### Etimologie
Nicolae Constantinescu, etnolog al Universității din București, a afirmat că nu există atestări documentare ale acestei sărbători decât în secolul al XIX-lea, „ceea ce nu înseamnă mare lucru pe scara timpului”. Profesorul presupune că, etimologic, cuvântul  provine din derivarea cuvântului „drag-dragul”(cu temă slavă), adăugând că „nu putem ști sigur, pentru că în domeniul etimologiei ești tot timpul pe nisipuri mișcătoare”. Lingvistul Lazăr Șăineanu a propus analogia cu „dragu-bete”, sufixul „-bete” fiind folosit în zonele din Oltenia, semnificând „adunare, mulțime”.
Etnograful Marcel Lutic de la Muzeul de Etnografie al Moldovei a considerat că majoritatea denumirilor sărbătorii respective au ca origine „Aflarea Capului Sfântului Ioan Botezătorul”, sărbătoare religioasă celebrată pe 24 februarie care în slavă se numește Glavo-Obretenia. Românii au adaptat-o, astfel apărând sub diverse nume („Vobritenia”, „Rogobete”, „Bragobete”, „Bragovete”) în perioada Evului mediu, până când s-a impus în unele zone (sudul și sud-estul României) ca Dragobete. Această explicație este dată și de „Micul dicționar academic”, care atestă folosirea cuvântului din anul 1774. „E foarte posibil ca la forma actuală să se fi ajuns prin confuzii paronimice, etimologie populară, prin apropierea compusului slav de cuvinte cunoscute din familia lui drag și prin reinterpretarea lui ca nume propriu de persoană; în acest caz, «zeul» s-a născut pornind de la un nume”, a afirmat Rodica Zafiu de la România literară.
N.A. Constantinescu, în „Dicționar onomastic românesc”, 1963, tratează cuvântul „Dragobete” la articolul despre „drag” (cu temă slavă) și ca substantiv comun, însemnând „gândăcel de culoare arămie, verde-deschis pe spate, cu puncte albe pe fiecare elitră”, cunoscută și sub numele de „târtăriță” sau „repede” (Cicindela campestris).
În „Dicționarul etimologic al limbii române”, Al. Ciorănescu propune ca etimon, cu rezerve, cuvântul sârb „drugobrat” ce se traduce prin „cumnat”.
Alte teorii expuse de etnograful Marcel Lutic consideră proveniența numelui de la cuvintele din slava veche „dragu” și „biti”, care s-ar traduce prin „a fi drag” sau de la cuvintele dacice „trago” - țap și „pede” - picioare, acestea transformându-se, în timp, în drago, respectiv bete: „În paranteză fie spus, credem ca dacii au avut o divinitate celebrată în această perioadă a anului, divinitate al cărei nume nu ni s-a păstrat, după cum multe alte nume ale divinităților dacice nu ne mai sunt cunoscute”.

### Reprezentări
Ion Ghinoiu, în „Obiceiuri populare de peste an – Dicționar” (1997), asociază numele de Dragobete cu un personaj din mitologia populară românească: „zeu tânăr al Panteonului autohton cu dată fixă de celebrare în același sat, dar variabilă de la zonă la zonă (...), patron al dragostei și bunei dispoziții pe plaiurile românești”, fiind identificat cu „Cupidon, zeul dragostei în mitologia romană, și cu Eros, zeul iubirii în mitologia greacă”. Autorul oferă detalii despre familia acestuia, numindu-l „fiu al Babei Dochia și cumnat cu eroul vegetațional Lăzărică”. Dicționarul menționează (în plan secund) că Dragobete este și o „sărbătoare dedicată zeului dragostei cu același nume”. Romulus Vulcănescu în „Mitologia română” (din 1985) îl descrie ca o „făptură mitică”, fiind „tânăr, voinic, frumos și bun”.
Simeon Florea Marian, în „Sărbătorile la români” (1898-1901, reeditare din 1994), a scris că „în mai multe comune din Muntenia” și mai ales în Oltenia, sărbătoarea creștină „Aflarea capului Sf. Ioan Botezătorul” (din 23 februarie) „se numește Dragobete”.. El a afirmat că după credința poporului, aceasta este ziua în care toate păsările și animalele se împerechează. „Dragobetele în aceste părți este o zi frumoasă de sărbătoare”; „băieții și fetele au deci credință nestrămutată că în această zi trebuie ca și ei să glumească, să facă Dragobetele, după cum zic ei, ca să fie îndrăgostiți în tot timpul anului”. Este menționată o legendă din comuna Albeni, potrivit căreia „Dragobete Iovan era fiul Babei Dochia”. Autorul l-a descris ca fiind „o ființă, parte omenească și parte îngerească, un june frumos și nemuritor, care umblă în lume ca și Sântoaderii și Rusalele, dar pe care oamenii nu-l pot vedea, din cauză că lumea s-a spurcat cu sudalme și fărădelegi”. A fost prezentat în aceeași lucrare și ca zeul dragostei și al bunei dispoziții, de ziua lui se organizau petreceri, deseori urmate de căsătorii. El este protectorul și aducătorul iubirii în casă și în suflet”.
Dragobetele mai poate fi întâlnit și sub denumirea de „Dragomir”, cunoscut ca un cioban care o însoțește pe Baba Dochia în călătoriile prin munți, dar reprezintă de asemenea și o figură pozitivă, simbol al primăverii, iar de ziua lui se sărbătorea înnoirea firii și se pregătea de primăvară.
O alta reprezentare a acestuia este cea a unei plante, numite Năvalnic, în folclor fiind răspândită ideea ca Maica Domnului l-a transformat în aceasta pe Dragobete deoarece el a încercat din nesăbuință să-i încurce cărările.
Ovidiu Focșa, etnograf în cadrul Muzeului de Etnografie al Moldovei, a precizat că „despre Dragobete se crede că este un protector al păsărilor, fiind o sărbătoare strâns legată de fertilitate, fecunditate și de renașterea naturii.(...) Această sărbătoare marca revigorarea naturii și nu numai, ci și a omului care, cu această ocazie, se primenea. Era o sărbătoare a revigorării vegetației, a vieții în creștere, o dată cu trecerea la anotimpul de primăvară durata zilei creștea, în contrapondere cu noaptea care descrește, ca dovadă și zilele sunt mai însorite. Se pare că, în această perioadă, păsările, vegetația dar și oamenii se puneau în acord cu natura, era o nuntă a naturii, însemnând renașterea acesteia, retrezirea la viață, ceea ce este și semnificația centrală a sărbătorii”. Marcel Lutic a afirmat că în trecut, Dragobetele era „o zi frumoasă pentru băieții și fetele mari, ba chiar și pentru bărbații și femeile tinere”.
Dragobetele mai are și alte nume: „Cap de primăvară”, „Cap de vară”, „Sânt Ion de primăvară”, „logodnicul pasărilor”, „Dragomiru-Florea” sau „Granguru”.

## Tradiții
Dragobetele tradițional se sărbătorește pe 24 februarie. Marcel Lutic a observat ca acestea se află „în preajma zilelor Babei Dochia și a echinocțiului de primăvară. Mai ales în sudul României, există o perioadă întreagă, la îngemănarea lunilor februarie cu martie sau, cel mai adesea, în martie care sta sub semnul Dragobetelui”. În majoritatea locurilor, data celebrării este 24 februarie, iar Nicolae Constantinescu a declarat că a descoperit un document în care Bogdan Petriceicu Hasdeu confirma 1 martie ca ziua în care se sarbatorea Dragobetele.
Îmbrăcați de sărbătoare, fetele și flăcăii se întâlneau în fața bisericii și plecau să caute prin păduri și lunci, flori de primăvară. Dacă se găseau și fragi infloriți, aceștia erau adunați în buchete și se puneau ulterior în lăutoarea fetelor, timp în care se rosteau cuvintele: „Floride fraga/Din luna lui Faur/La toată lumea sa fiu dragă / Urâciunile să le desparți”. Pe dealurile din sat se aprindeau focuri, iar în jurul lor stăteau și vorbeau fetele și băieții. La ora prânzului, fetele se întorceau în sat alergând, obicei numit zburătorit, urmărite de câte un băiat căruia îi căzuse dragă. Dacă băiatul era iute de picior și o ajungea, iar fata îl plăcea, îl săruta în văzul tuturor. De aici provine expresia Dragobetele sărută fetele!. Sărutul acesta semnifica logodna celor doi pentru un an, sau chiar pentru mai mult, Dragobetele fiind un prilej pentru a-ți afișa dragostea în fața comunității.
„Unii tineri, în Ziua de Dragobete, își crestau brațul în formă de cruce, după care își suprapuneau tăieturile, devenind astfel frați, și, respectiv, surori de cruce. Se luau de frați și de surori și fără ritualul de crestare a brațelor, doar prin îmbrățișări, sărutări frățești și jurământ de ajutor reciproc. Cei ce se înfrățeau sau se luau surori de cruce făceau un ospăț pentru prieteni”, a afirmat Simion Florea Marian. Folcloristul român Constantin Rădulescu-Codin, în lucrarea „Sărbătorile poporului cu obiceiurile, credințele și unele tradiții legate de ele.” scria: „Dragobete e flăcău iubieț și umblă prin păduri după fetele și femeile care au lucrat în ziua de Dragobete. Le prinde și le face de râsul lumii, atunci când ele se duc după lemne, flori, bureți ...”. De aici și provine răspândita expresie adresată fetelor mari și nevestelor tinere, care îndrăzneau să lucreze în ac. Nu se sacrificau animale pentru că astfel s-ar fi stricat rostul împerecherilor. Femeile obișnuiau să atingă un bărbat din alt sat, pentru a fi drăgăstoase întreg anul. Fetele mari strângeau de cu seara ultimele rămășițe de zăpadă, numită zăpada zânelor, iar apa topită din omăt era folosită pe parcursul anului pentru înfrumusețare și pentru diferite descântece de dragoste.
Există o serie de obiceiuri în zona rurala legate de această sărbătoare. Bărbații nu trebuie să le supere pe femei, să nu se certe cu ele, pentru că altfel nu le va merge bine în tot anul. Tinerii consideră că în această zi trebuie să glumească și să respecte sărbătoarea pentru a fi îndrăgostiți tot anul. Iar dacă în această zi nu se va fi întâlnit fata cu vreun băiat, se crede că tot anul nu va fi iubită de nici un reprezentat al sexului opus. În această zi, nu se coase și nu se lucrează la câmp și se face curățenie generală în casă, pentru ca tot ce urmează să fie cu spor. În unele sate se scotea din pământ rădăcina de spânz, cu multiple utilizări în medicina populară.

## Controverse
După 1990, românii au importat din Vestul Europei Valentine's Day, sărbătorită pe 14 februarie și considerată Ziua Îndrăgostiților. În România, celebrarea Sfântului Valentin a luat amploare datorită comercializării diferitelor produse având această tematică. 
Au existat însă și contestări ale acestei datini, unele persoane acordând o importanță mai mare păstrării tradițiilor autohtone și, implicit, sărbătorirea zilei de Dragobete la 24 februarie în locul acesteia. Unele publicații sau companii au început să conducă campanii pro-Dragobete, sub sloganul „De Dragobete iubește românește!”.